# Station Gorlice Zagórzany
Station Gorlice Zagórzany is een spoorwegstation in de Poolse plaats Gorlice.